# Somenoya
Someno's Tofu Co., Ltd. (株式会社染野屋?), con sede en 2-1-32 Higashi, Toride en la prefectura de Ibaraki, es una empresa dedicada a la fabricación y venta ambulante de tofu

## Descripción de la empresa
Somenoya Co., Ltd. ha estado involucrada en la producción y venta de tofu y otros productos a base de soja desde 1862 (segundo año de la era Bunkyu en el período Edo). El principal canal de ventas de la empresa es la venta ambulante. Además, los ingredientes principales para la producción de tofu son soja y sal marina de origen japonés y la empresa sigue los métodos tradicionales de producción de la era Edo, sin aditivos artificiales como agentes espumantes. En la etiqueta de los productos, se refieren al tofu (豆腐) como (豆富), una variante de escritura menos común.

## Misión corporativa
La misión de la empresa, conocida como "Soybeans Save the World" (La soja salva o protege el mundo), tiene como objetivo "lograr un cambio en el consumo de proteína adoptando el hábito de consumir proteína vegetal, principalmente de soja, en lugar de carne, que tiene un alto impacto ambiental, para detener la degradación del medio ambiente y transmitir una sociedad sostenible a las generaciones futuras".
El presidente actual, Hanjiro VIII Somenoya, recibió el Premio Meat-Free Monday en los Primeros Premios Japoneses Vegetarianos organizados por la Asociación Vegetariana de Japón en febrero de 2016. A través de sus actividades de conferencias sobre "Soybeans Save the World", contribuyó a crear conciencia sobre el vegetarianismo y la conservación del medio ambiente.
Además, la empresa es patrocinadora oficial de Meat-Free Monday Japan, la versión japonesa de Meat-Free Monday promovida por Sir Paul McCartney, del Reino Unido.

## Historia
1862: El primer Hanjiro Katori funda un negocio de fabricación y venta de tofu llamado "Yamahanbanya" junto con su esposa en Toride Honjin, Torideshuku (actual lugar de residencia de la familia Someno).
1932: La empresa se divide en Hantjiro Shouten y la tienda de tofu Someno.
2004: Se funda Somenoya Co., Ltd., con Atsuto Ono asumiendo el cargo de CEO. Abren una tienda en el Box Hill de la estación de JR de Toride, en Toride, Prefectura de Ibaraki.
2005: Somenoya Co., Ltd. y Hanjiro Shouten Co., Ltd. se fusionan, manteniendo a Atsuto Ono como CEO.
2006: Somenoya Co., Ltd. Se convierte en una corporación y abre una oficina de ventas en Toride, Prefectura de Ibaraki.
2007: Abre una oficina comercial en la Prefectura de Chiba.
2008: Abre una oficina comercial en la Prefectura de Saitama.
2009: Obtiene la certificación ISO 9001.
Agosto de 2011: La sede principal se traslada a Tokio.
Diciembre de 2011: Abre una oficina comercial en Adachi, Tokio.
Abril de 2013: Abren oficinas comerciales en la Prefectura de Kanagawa, y la fábrica de Shizuoka comienza a operar.
2015: El presidente actual asume el cargo como octavo Hanjiro Somenoya, y la empresa pasa a llamarse Somenoya Hanjiro.
2016: La fábrica de Shizuoka obtiene la certificación HACCP.
2019: Abre una oficina comercial en la Prefectura de Tochigi.
2021: Abren oficinas comerciales en la Prefectura de Gunma e Ishikawa y la empresa se agrupa con Kanzawa Mitsu Shoten Co., Ltd. en la Prefectura de Ishikawa.
2022: La empresa adquiere Tofu Catalán S.L. en Barcelona, España.
2023: Tofu Catalán S.L. pasa a llamarse SOMENOYA Barcelona.

## Ubicaciones
Sede Principal: 2-1-32 Higashi, Ciudad de Toride, Prefectura de Ibaraki.
Oficina Central en Tokio: 2-2-1 Marunouchi, Edificio Kishimoto 6F, Chiyoda-ku, Tokio.
Fábricas: Fábrica de Toride en la Prefectura de Ibaraki, Fábrica de Shizuoka en la Prefectura de Shizuoka.
Oficinas comerciales: 
Oficina comercial de Toride: 2-1-35 Higashi, Toride, Prefectura de Ibaraki. 
Oficina comercial de Chiba: 598-3 Kaizuka-cho, Wakaba-ku, Chiba-shi, Prefectura de Chiba. 
Oficina comercial de Saitama: 1-346-10 Yoshino-cho, Kita-ku, Saitama-shi, Prefectura de Saitama. 
Oficina comercial de Yokohama: 3318 Ikonobe-cho, Tsuzuki-ku, Yokohama-shi, Prefectura de Kanagawa.
Oficina comercial de Yaizu: 1195 Miwa, Yaizu-shi, Prefectura de Shizuoka.
Oficina comercial de Oyama: 178 Hagishima, Oyama-shi, Prefectura de Tochigi.
Oficina comercial de Ota: 517-1 Kanai-cho, Nitta, Ota-shi, Prefectura de Gunma.
Oficina comercial de Kanazawa: 5-284 Horiuchi, Nonoichi-shi, Prefectura de Ishikawa.
Tienda de Barcelona: C/ d'Aribau 119, 08036 Barcelona, España.

## Empresas filiales
- Yamashita Mitsu Shoten Co., Ltd.: 62-6 Shiraminechi, Hakusan-shi, Prefectura de Ishikawa.
- Tofu Catalán S.L. (SOMENOYA Barcelona): C/ Aribau 119, 08036 Barcelona, España.
- THREE BIJIN SISTERS SDN. BHD (OOEDO TOFU/ 大江戸豆富) - Level 32 Menara Allianz Sentral, 203 Jaian Tun Sambanthan, 50470 Kuala Lumpur, Malasia

## Fotos
|                            |
| Variedad “nigirikinugoshi” |

|                                                      |
| Flota de vehículos de venta ambulante de la compañía |

|                   |
| Fábrica de Toride |

|                     |
| Fábrica de Shizuoka |

|                        |
| Yamashita Mitsu Shoten |

|                   |
| SOMENYA Barcelona |

|                                              |
| OOEDO TOFU/ 大江戸豆富 Kuala Lumpur, Malasia |